# Satoshi Ōno
Satoshi Ōno (大野 智 Ōno Satoshi?,  Mitaka, Tokio, 26 de noviembre de 1980) es un Idol, cantante, actor, bailarín y coreógrafo japonés. Es conocido por ser el vocalista principal y líder del grupo Arashi. Debido a su posición en el grupo, es conocido bajo el apodo de Leader (リーダー Rīdā?).
Ōno comenzó su carrera artística en 1994 tras unirse a la agencia de talentos Johnny & Associates, cuando contaba con trece años de edad. Debutó como actor en 1997 tras aparecer en la obra teatral llamada Kyō to Kyō. En 2008, Ōno se convirtió en el primer y único artista de Johnny & Associates en realizar una exhibición de arte, la cual fue titulada Freestyle. En ese mismo año, interpretó su primer rol protagónico en el drama televisivo, Maō, serie por la cual fue galardonado con varios premios en la categoría de mejor actor. Desde entonces, ha continuado protagonizando numerosos dramas y películas, recibiendo varios premios y nominaciones por sus papeles. Por su trabajo como artista, cantante y actor en Kaibutsu-kun the Movie, Ōno fue uno de los ganadores del premio "Hombres del Año" de la revista GQ Japan en 2011.

## Primeros años
Ōno nació el 26 de noviembre de 1980 en la ciudad de Mitaka, Tokio. Su familia se compone de sus padres y una hermana mayor. Inicialmente, Ōno no tenía ningún tipo de interés en la industria del entretenimiento, pero su madre envió una solicitud a Johnny & Associates sin su conocimiento mientras aún asistía a la escuela preparatoria. Una invitación para audicionar fue enviada de vuelta a Ōno, y posteriormente se convirtió en aprendiz de la agencia en octubre de 1994. Debutó de forma oficial el 2 de noviembre de 1994 en un concierto de la banda Tokio. Con el fin de centrarse en la obra teatral Kyo to Kyo, la cual tuvo lugar entre 1997 y 1998 durante sus días de aprendiz, abandonó la escuela y se trasladó a Kioto.

## Carrera

### Arashi
Antes de su debut musical con el grupo Arashi, Ōno deseaba abandonar Johnny & Associates. Sin embargo, el presidente de la agencia, Johnny Kitagawa, le pidió que ayudara con la grabación de una canción que tendría lugar en Hawái, lo que resultó ser el lugar donde se llevó a cabo la conferencia de prensa que anunciaba la formación de Arashi. El grupo fue oficialmente formado el 15 de septiembre de 1999 e hizo su debut con el lanzamiento de un CD el 3 de noviembre de ese mismo año. Debido a que gran parte de sus días de aprendiz los pasó en Kioto, fue el miembro menos conocido durante los primeros días de Arashi.
Actualmente, Ōno es el vocalista principal y líder de Arashi. A pesar de que gran parte de su carrera musical ha sido desarrollada con Arashi, también ha tenido un concierto en solitario llamado 3104 en 2006 y 2009, siendo el primer y único miembro del grupo en lanzar un sencillo en solitario. En 2009, Ōno interpretó el tema principal para la serie de drama Uta no Onii-san, titulado Believe/Kumorinochi, Kaisei, la cual interpreta bajo el nombre de su personaje, Kenta Yano. También proporcionó su voz para la canción Yukai Tsukai Kaibutsu-kun, la cual fue lanzada el 7 de julio de 2010 para el drama Kaibutsu-kun y vendió alrededor de 59.000 copias en su primer día.
El 27 de enero de 2019 se anunció por parte del grupo a través de su agencia Johnny & Associates que Arashi haría un parón de sus actividades grupales a partir de finales de 2020. El grupo tomó esta decisión por petición de su líder Satoshi Ōno. El resto del grupo estuvo de acuerdo en probar diferentes vertientes de sus carreras por separado. Desde la fecha del anuncio hasta finales de 2020 se programó una gira de conciertos y actuaciones como despedida y agradecimiento a sus fanes.

## Filmografía

### Dramas
- Maou (2008)
- Uta no Oniisan (2009)
- Kaibutsu-kun (2010)
- Kagi no Kaketta Heya (2012)

### Películas
- Pika*nchi Life is Hard Dakedo Happy (2002) (ピカンチ☆ Life Is Hard だけど HAPPY)
- Pika*nchi Life is Hard Dakara Happy (2003) (ピカンチ★ Life is Hard だから Happy)
- Kiiroi Namida (2007) (黄色い涙)
- Saigo no Yakusoku (2010)

### Escenario
- Kyo To Kyo (1997)
- Shounentai Playzone (1999) ~ Goodbye And Hello (1997)
- Shounentai Musical Playzone (2001) Shinseki Emotion (2001)
- Aoki San Uchi No Okusan (2002)
- Sengokupuu (2003)
- TRUE WEST (2004)
- West Side Story (2004)
- Bakumatsu Banpu- Haku Matsu Banpuu (2005)

### Videojuegos
- Resonance of fate/ end of eternity (2010)